# Devin DeVasquez
Devin DeVasquez est une actrice américaine née le 25 juin 1963 surtout connue pour avoir joué dans les films House 2 (1987), Can't Buy Me Love (1987) (avec Patrick Dempsey)  et Society (1989). 
Elle a été la playmate du magazine américain Playboy du mois de juin 1985, expérience qu'elle raconte en détail dans Centerfolds, le livre de Charlotte Kemp, miss Décembre 1982. 
Elle a également écrit deux livres : The Naked Truth About a Pinup Model et My Husband's A Dog... My Wife's A Bitch (ce dernier en collaboration avec son mari). 
Elle est mariée à l'acteur américain Ronn Moss depuis 2009.

## Filmographie
- 1987  : House 2  : Virgin
- 1987  : L'amour ne s'achète pas (Can't Buy Me Love) : Iris
- 1989  : Mariés, deux enfants (série TV, 1 épisode)  : Vicky
- 1989  : Society  : Clarissa Carlyn
- 1990  : Guns  : Cash
- 1994  : Double face (A Brillant Disquise) : Gianna
- 1994  : A Low Down Dirty Shame : La fille de Mendoza
- 1995  : Hot Ticket : Sarah
- 1996  : Hard Time (film) : Linda
- 1997  : Busted (en) : Casey
- 2000  : Citizen Toxie: The Toxic Avenger IV
- 2001  : A Passion (téléfilm)  : Clarice
- 2011  : Pets of the Rich and Famous (téléfilm)

## Distinctions

### Récompenses
- 42e cérémonie des Daytime Emmy Awards 2015 : Meilleures nouvelles approches (série télévisée dramatique) pour The Bay (2010-2020) partagé avec Gregori J. Martin, Kristos Andrews, Nadine Aronson, Carol C. Hedgepeth, Anthony Aquilino, Braxton Davis, Ronn Moss, Mary Beth Evans, Celeste Fianna, Jade Harlow, Lilly Melgar, Eric Nelsen, Sainty Nelsen, Jared Safier, Derrell Whitt et Salvatore Zannino.
- 2016 : Burbank International Film Festival de la meilleure série télévisée dramatique pour The Bay (2010-2020) partagé avec Gregori J. Martin, Kristos Andrews, Anthony Aquilino, Michael W. Ferro Jr., Carol C. Hedgepeth, Jared Safier, Matthew Ashford, Ronn Moss, Mary Beth Evans, Celeste Fianna, Jade Harlow, Lilly Melgar, Kira Reed Lorsch, Karrueche Tran, Salvatore Zannino et Chrystal Ayers.
- 43e cérémonie des Daytime Emmy Awards 2016 : Meilleures nouvelles approches (série télévisée dramatique) pour The Bay (2010-2020) partagé avec Kristos Andrews, Gregori J. Martin, Anthony Aquilino, Michael W. Ferro Jr., Jared Safier, Carol C. Hedgepeth, Matthew Ashford, Ronn Moss, Mary Beth Evans, Celeste Fianna, Jade Harlow, Lilly Melgar, Kira Reed Lorsch, Karrueche Tran, Salvatore Zannino et Chrystal Ayers.
- 2016 : HollyWeb Festival de la meilleure série télévisée dramatique pour The Bay (2010-2020) partagé avec Gregori J. Martin, Kristos Andrews, Anthony Aquilino, Michael W. Ferro Jr., Carol C. Hedgepeth, Jared Safier, Matthew Ashford, Ronn Moss, Mary Beth Evans, Celeste Fianna, Jade Harlow, Lilly Melgar, Kira Reed Lorsch, Karrueche Tran, Salvatore Zannino et Chrystal Ayers.
- 44e cérémonie des Daytime Emmy Awards 2017 : Meilleures nouvelles approches (série télévisée dramatique) pour The Bay (2010-2020) partagé avec Gregori J. Martin, Wendy Riche, Kristos Andrews, Anthony Aquilino, Michael W. Ferro Jr., Carol C. Hedgepeth, Nadine Aronson, Jared Safier, Matthew Ashford, Ronn Moss, Mary Beth Evans, Celeste Fianna, Kira Reed Lorsch, Eric Nelsen, Sainty Nelsen, Karrueche Tran, Meadow Williams et Chrystal Ayers.
- 45e cérémonie des Daytime Emmy Awards 2018 : Meilleures nouvelles approches (série télévisée dramatique) pour The Bay (2010-2020) partagé avec Gregori J. Martin, Kristos Andrews, Wendy Riche, Michael W. Ferro Jr., Anthony Aquilino, Celeste Fianna, Carol C. Hedgepeth, Jonathan Hung, Nadine Aronson, Jared Safier, Jake Hunter, Matthew Ashford, Ronn Moss, Jim Kierstead, Jeremy Snider, Mary Beth Evans, Christopher Ray, Sainty Nelsen, Eric Nelsen, Jesse Murphy, Karrueche Tran, Bulet Rush et Chrystal Ayers.
- 47e cérémonie des Daytime Emmy Awards 2020 : Meilleures nouvelles approches (série télévisée dramatique) pour The Bay (2010-2020) partagé avec Gregori J. Martin, Kristos Andrews, Wendy Riche, Anthony Aquilino, Christopher Ray, Francis D'Ambrosio, Lisa D'Ambrosio, Celeste Fianna, Carol C. Hedgepeth, Jonathan Hung, Precious V. Mayes, Nadine Aronson, Garth Ancier, Chrystal Ayers, Melissa Friedman, Clayton Turnage, Matthew Ashford, Will Barratt, Brandon Beemer, Ronn Moss, Mary Beth Evans, Richard Gabai, Mike Manning, Jeff Murphy, Fred Olen Ray, Swen Temmel, Meadow Williams, Matt Taff et Maria Macina.

### Nominations
- 46e cérémonie des Daytime Emmy Awards 2019 : Meilleures nouvelles approches (série télévisée dramatique) pour The Bay (2010-2020) partagé avec Gregori J. Martin, Kristos Andrews, Wendy Riche, Michael W. Ferro Jr., Anthony Aquilino, Celeste Fianna, Carol C. Hedgepeth, Jonathan Hung, Ronn Moss, Jacob York, Nadine Aronson, Melissa Friedman, Garth Ancier, Clayton Turnage, Matthew Ashford, Brandon Beemer, Lisa D'Ambrosio, Jake Hunter, Mary Beth Evans, Jeff Graham, Jim Kierstead, Fred Olen Ray, Swen Temmel, Karrueche Tran, Joshua B Williams, Gerald Webb et Christopher Ray.
- 48e cérémonie des Daytime Emmy Awards 2021 : Meilleures nouvelles approches (série télévisée dramatique) pour The Bay (2010-2020) partagé avec Gregori J. Martin, Kristos Andrews, Wendy Riche, Precious V. Mayes, Meadow Williams, Anthony Aquilino, Randall Emmett, Christopher Ray, Fred Olen Ray, Francis D'Ambrosio, Lisa D'Ambrosio, Celeste Fianna, Carol C. Hedgepeth, Nadine Aronson, Chrystal Ayers, Glenn Miller, Joe R. Stemmer, Tony Aronovitz, Dante Aleksander, Matthew Ashford, Will Barratt, Brandon Beemer, Garrett Burchell, Bianca D'Ambrosio, Chiara D'Ambrosio, Mary Beth Evans, Richard Gabai, Ronn Moss, Jeff Murphy, Tristan Rogers, Jack Ryan Rosenberg, Matt Taff, Swen Temmel, Nick Theurer, Karrueche Tran et Garth Ancier.